# 아베크 변주곡
| 브라우저에서 소리 재생을 지원하지 않습니다. 오디오 파일을 다운로드할 수 있습니다. |
| 아베크 연주곡의 첫 네 마디 (midi)                                                 |

《아베크 변주곡 바장조  작품번호 1》는 로베르트 슈만이 1830년에 작곡한 피아노 작품이다. 이름은 슈만의 상상 속 벗인 메타 아베크(독일어: Meta Abegg)를 지칭하는 것으로 여겨지며, 그의 성을 이루는 낱글자들은 슈만의 작곡한 이 작품의 동기 기반으로 쓰였다.
첫 번째 주제의 다섯 개 음표는 A(가), B♭ (B; 내림 나), E(마), G(사), G(사)이다. 이러한 음높이 이름을 문자로 쓰는 것은 그의 《카니발》 등 다른 작품에서도 나타난다.

## 구성
주제와 3개의 변주, 칸타빌레, 끝곡으로 구성되어 있다: